# أولاد حسين (إقليم سيدي سليمان)
أولاد حسين قرية مغربية بإقليم سيدي سليمان الساحلي، شمالي الرباط. تضم بلدة أولاد حسين 27.972 نسمة (إحصاء 2004).